# Rhithrogena semicolorata
Rhithrogena semicolorata is een haft uit de familie Heptageniidae. De wetenschappelijke naam van de soort is voor het eerst geldig gepubliceerd in 1834 door Curtis.
De soort komt voor in het Palearctisch gebied.